# Between Two Worlds: Escape from Tyranny: Growing Up in the Shadow of Saddam
Between Two Worlds: Escape from Tyranny: Growing Up in the Shadow of Saddam es un libro de memorias de 2005 de Zainab Salbi.
El libro documenta la infancia de Salbi en Bagdad, Irak, donde su padre era piloto privado del presidente Sadam Huseín. Fue elogiado por dar a los lectores una idea del carácter de Huseín.

## Publicación
Between Two Worlds en una autobiografía, escrita por la autora iraquí-estadounidense Zainab Salbi con la ayuda de la periodista Laurie Becklund, y publicada en 2005. Tiene once capítulos y 272 páginas y fue publicado por Gotham Books.

## Sinopsis
El libro autobiográfico cuenta la historia de cómo los padres del autor fueron «cómplices de su propia opresión». La mayor parte del libro está ambientado en Bagdad, Irak, y cubre el período de la infancia de Zainab Salbi. Cuando la autora tiene once años su padre se convierte en el piloto privado de Sadam Huseín, quien se convierte en amigo de la familia. Para protegerla de Husein, a la edad de 19 años, Salbi tiene un matrimonio arreglado y es enviada a los Estados Unidos. Su esposo iraquí-estadounidense resulta ser abusivo y ella se escapa y funda la organización Women for Women International. Incluso en Estados Unidos, la influencia de Huseín le impide hablar sobre el sufrimiento del pueblo iraquí.

## Recepción de la crítica
Publishers Weekly elogió el libro por brindar al lector una visión precisa del círculo íntimo de Sadam Huseín.
Sadiq Alkoriji, escribiendo en Library Journal, describió las observaciones del libro sobre el carácter de Hussein como «muy importantes» y la descripción del autor de Huseín como vívida.